# 陳法容
陳法容（ちん ほうよう、生没年不詳）は、南朝宋の明帝劉彧の昭華（側室）。順帝劉準の母。本貫は丹陽郡建康県。

## 経歴
明帝の後宮に入り、昭華の位を受けた。明帝がその晩年に病のため身体が不自由になると、弟たちの妻妾で妊娠している者を宮中に入れさせた。男子を産むとその生母を殺し、後宮の寵姫に子を養わせた。劉準は桂陽王劉休範の子であったが、上のような経緯で法容が養母となったとされる。泰豫元年（472年）、明帝が崩ずると、法容は安成王太妃となった。昇明元年（477年）、順帝が即位すると、法容は皇太妃となった。建元元年（479年）、順帝が蕭道成に帝位を譲ると、法容は皇太妃の号を除かれた。

## 伝記資料
- 『宋書』巻41 列伝第1
- 『南史』巻11 列伝第1